# Церква святителя Миколая Чудотворця (Терпилівка)
Церква святителя Миколая Чудотворця в Терпилівці — парафія і храм Підволочиського благочиння Тернопільської єпархії Православної церкви України в селі Терпилівка Тернопільського району Тернопільської области.

## Історія церкви
Перший дерев'яний храм, збудований з дубових брусів, з'явився у 1775 році. У 1945 році церкву спалили.
Після цього богослужіння тимчасово проводили в проборстві, яке облаштували під невелику церкву. На початку 1991 року розпочалося будівництво нового кам'яного храму, який у 1995 році освятив архієпископ Тернопільський і Бучацький Василій.
У 2010 році на престольний празник парафію відвідав єпископ Тернопільський і Бучацький Нестор, який відслужив архієрейську службу.

## Парохи
- о. Михайло Чекалюк,
- о. Форись (Королишин),
- о. Володимир Герасимович,
- о. В. Мармаш,
- о. Оришкевич,
- о. І. Яцишин,
- о. В. Данько,
- о. В. Стецюк,
- о. Я. Труж,,
- о. Капустянський,
- о. І. Филип’юк,
- о. Микола Сус,
- о. Степан Кебало,
- о. М. Лановий,
- о. Володимир Кочергін,
- о. Андрій Гусак (з 2002).